# Somme-Bionne
Somme-Bionne ist eine französische Gemeinde mit 68 Einwohnern (Stand 1. Januar 2022) im Département Marne in der Region Grand Est. Sie gehört zum Kanton Argonne Suippe et Vesle und zum Arrondissement Châlons-en-Champagne. 

## Geografie
Die Gemeinde Somme-Bionne liegt im Zentrum der Trockenen Champagne an der Quelle der Bionne, etwa auf halbem Weg zwischen Châlons-en-Champagne und Verdun. Sie ist umgeben von folgenden Nachbargemeinden:
| Somme-Tourbe          |                                             | Hans  |
|                       | Kompassrose, die auf Nachbargemeinden zeigt |       |
| La Croix-en-Champagne |                                             | Valmy |

## Bevölkerungsentwicklung
| Jahr                       | 1962 | 1968 | 1975 | 1982 | 1990 | 1999 | 2008 | 2018 |
| -------------------------- | ---- | ---- | ---- | ---- | ---- | ---- | ---- | ---- |
| Einwohner                  | 92   | 97   | 86   | 68   | 70   | 54   | 72   | 75   |
| Quellen: Cassini und INSEE |      |      |      |      |      |      |      |      |

## Sehenswürdigkeiten
Zu den Besonderheiten des gallischen Wagengrabes (französisch Tombe à char) von Somme-Bionne gehören neben den Waffen, eine etruskische Bronzekanne und eine rotfigurine griechische Schale. (Abb. Simon James 1998 S. 30)
- Kirche Saint-Étienne
- drei ehemalige Waschhäuser (Lavoirs)

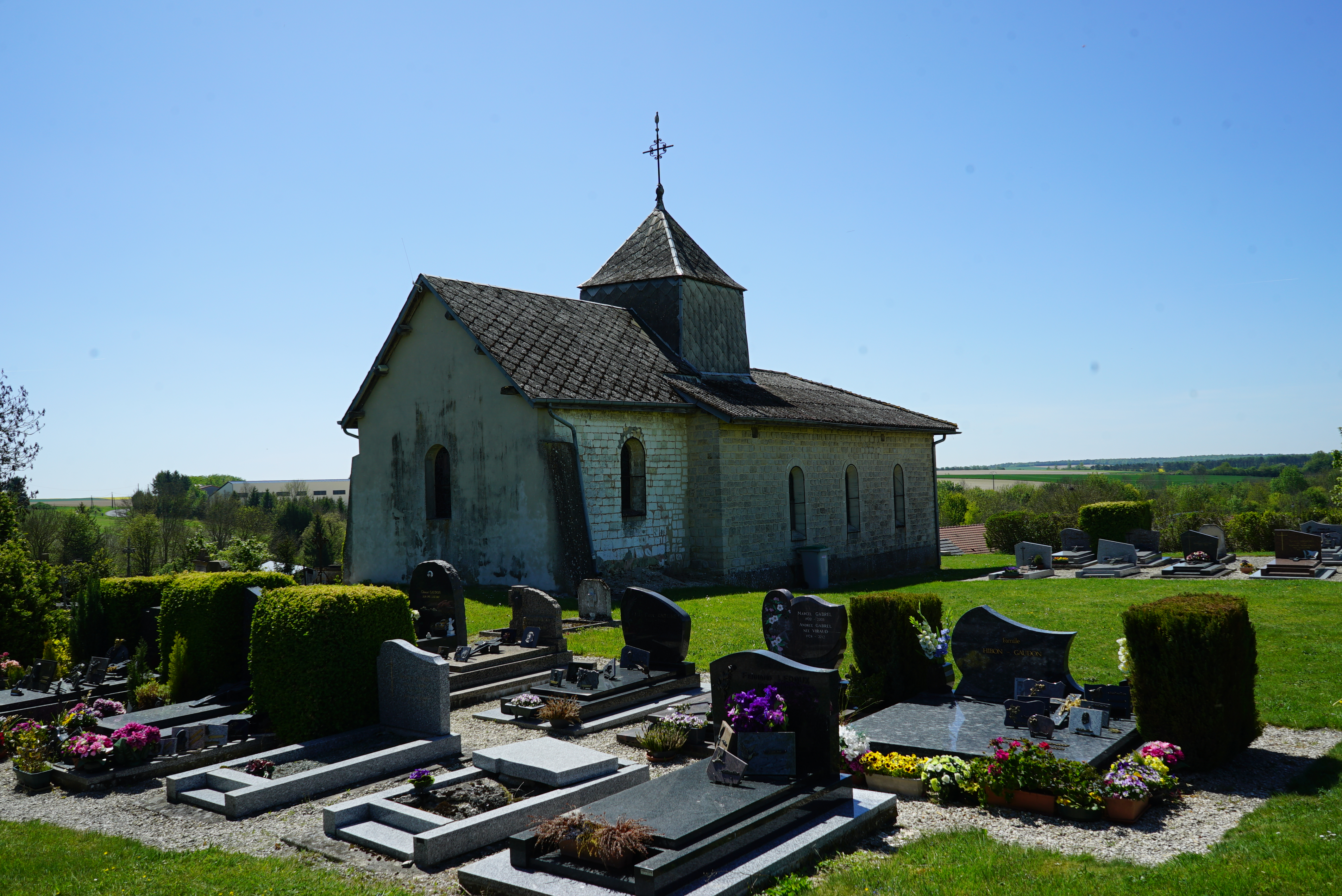
Kirche Saint-Étienne